# 藤原利基
藤原 利基（ふじわら の としもと）は、平安時代前期の貴族。藤原北家、内舎人・藤原良門の子。官位は従四位上・右近衛中将。玄孫に紫式部がいる。

## 経歴
貞観2年（860年）正六位上から従五位下に昇叙される（この時の官職は左衛門大尉）。貞観4年（862年）内匠頭を経て、貞観8年（866年）左衛門佐に任ぜられると、のち右近衛少将を務めるなど、清和朝半ばから陽成朝にかけて六衛府の武官を務める。またこの間、貞観11年（869年）従五位上、貞観19年（877年）正五位下、元慶3年（879年）従四位下に昇進している。
光孝朝に入ると左馬頭に遷り、仁和2年（886年）従四位上に至る。宇多朝では右近衛中将を務めた。寛平年間（889-898年）に卒去。最終官位は従四位上右近衛中将。

## 官歴
注記のないものは『日本三代実録』による。
- 時期不詳：左衛門大尉
- 貞観2年（860年） 11月16日：従五位下
- 時期不詳：散位
- 貞観4年（862年） 2月14日：内匠頭
- 貞観5年（863年） 2月10日：備前権介。3月30日：次侍従
- 貞観8年（866年） 正月13日：左衛門佐、如元備前権介
- 貞観11年（869年） 正月7日：従五位上
- 時期不詳：右近衛少将、如元備前権介
- 貞観19年（877年） 正月3日：正五位下
- 元慶2年（878年） 正月11日：兼備前権介
- 元慶3年（879年） 11月25日：従四位下
- 元慶4年（880年） 正月11日：備前守
- 仁和元年（885年） 3月7日：見左馬頭
- 仁和2年（886年） 正月7日：従四位上
- 仁和3年（887年） 2月2日：兼相模守
- 寛平6年（894年） 正月15日?：右近衛中将[1]

## 系譜
注記のないものは『尊卑分脈』による。
- 父：藤原良門
- 母：飛鳥部名村の娘
- 妻：文屋春雄の娘
  - 男子：藤原世秀
- 妻：当麻松咸の娘
  - 四男：藤原兼茂（?-923）
- 妻：伴氏
  - 六男：藤原兼輔(877-933)　紫式部の曾祖父
- 妻：御春豊宗女[2][注釈 1]
  - 男子：藤原兼生
- 母不詳
  - 男子：藤原忠彦
  - 男子：藤原惟彦